# Yússuf ibn Muhàmmad ibn Yússuf al-Marwazí
Yússuf ibn Muhàmmad ibn Yússuf al-Marwazí (àrab: يوسف بن محمد بن يوسف المروزي, Yūsuf ibn Muḥammad ibn Yūsuf al-Marwazī) fou ostikan (governador) d'Armènia del 851 al 852.
El 851 va morir l'ostikan Abu-Saïd Muhàmmad ibn Marwazi i el califa va nomenar el seu fill Yússuf ibn Abi-Saïd ibn Marwazi. Yússuf va entrar a Baspracània pel districte d'Albag, va acampar a Adamakert i va saquejar la regió, però la princesa consort Rhipsime Bagratuní li va oferir regals i li va assegurar la lleialtat dels Arzerunis (que al·legaven que només es queixaven dels alts impostos) i Yússuf va evacuar el país.
Llavors es va instal·lar a Khelat on va fer cridar a Bagrat I Bagratuní de Taron, al qual va indicar que el califa volia donar el govern d'Armènia. Bagrat hi va anar i quan n'arribà a Khelat fou carregat de cadenes i enviat al Califa a Samarra. Llavors va sotmetre als habitants de Taron a tota classe de servituds fins al punt que molts van emigrar. A l'hivern, ja el 852, el poble es va rebel·lar i va matar a la guarnició àrab de Taron. Yússuf, que era a Muix es va amagar a una església però fou descobert i mort pels rebels (març del 852).
El nou governador fou el general Bogha al-Khabir (Bogha el Vell).